# سانا ألتاما
سانا ألتاما (23 يوليو 1990 بليل في فرنسا - ) (بالفرنسية: Sanaa Altama)‏ هو لاعب كرة قدم فرنسي في مركز الوسط. شارك مع منتخب تشاد لكرة القدم. أما مع النوادي، فقد لعب مع موسكرون بيروفيلز ونادي أوتسيلول غالاتسي ونادي بترولول بلويشتي ونادي ديجون ونادي سيدان ونادي ليل.

## وصلات خارجية
- سانا ألتاما على موقع رابطة كرة القدم الفرنسية للمحترفين (الإنجليزية)
- سانا ألتاما على موقع قاعدة بيانات كرة القدم.إي يو (الإنجليزية)
- سانا ألتاما على موقع ليكيب (الفرنسية)
- سانا ألتاما على موقع ناشيونال فوتبول تيمز (الإنجليزية)
- سانا ألتاما على موقع Soccerway.com (الإنجليزية)